# Marcellus (Míchigan)
Marcellus es una villa ubicada en el condado de Cass en el estado estadounidense de Míchigan. En el Censo de 2010 tenía una población de 1198 habitantes y una densidad poblacional de 785,31 personas por km².

## Geografía
Marcellus se encuentra ubicada en las coordenadas 42°1′34″N 85°48′41″O / 42.02611, -85.81139. Según la Oficina del Censo de los Estados Unidos, Marcellus tiene una superficie total de 1.53 km², de la cual 1.51 km² corresponden a tierra firme y (1.02%) 0.02 km² es agua.

## Demografía
Según el censo de 2010, había 1198 personas residiendo en Marcellus. La densidad de población era de 785,31 hab./km². De los 1198 habitantes, Marcellus estaba compuesto por el 96.49% blancos, el 1.59% eran afroamericanos, el 0.33% eran amerindios, el 0.25% eran asiáticos, el 0% eran isleños del Pacífico, el 0.08% eran de otras razas y el 1.25% pertenecían a dos o más razas. Del total de la población el 1.5% eran hispanos o latinos de cualquier raza.